# Luzula caespitosa
Luzula caespitosa är en tågväxtart som först beskrevs av Ernst Meyer, och fick sitt nu gällande namn av Ernst Gottlieb von Steudel. Luzula caespitosa ingår i Frylesläktet som ingår i familjen tågväxter. Inga underarter finns listade i Catalogue of Life.